# 苫小牧西港フェリーターミナル

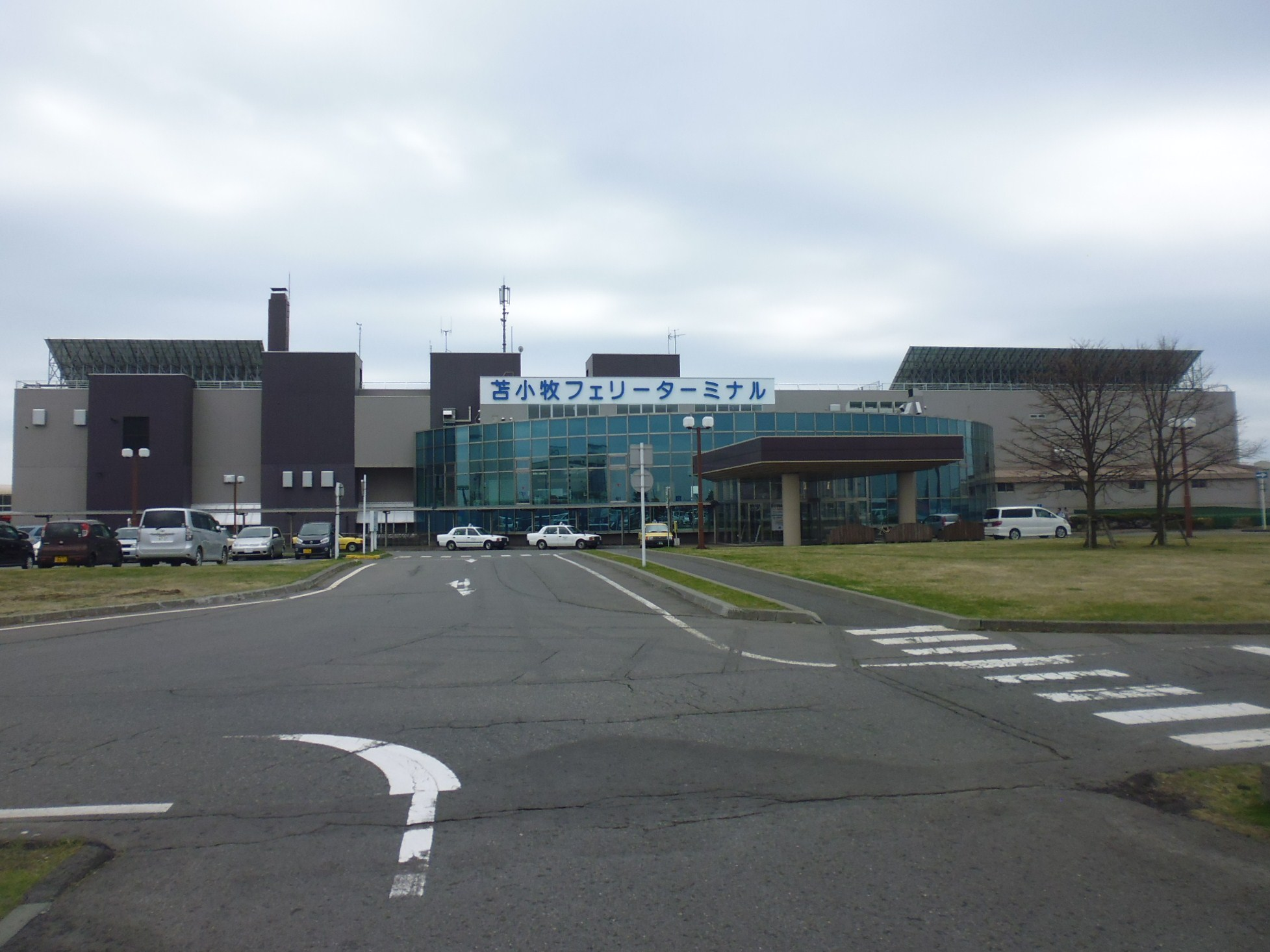
正面入口付近（2017年）

苫小牧西港フェリーターミナル（とまこまいにしこうフェリーターミナル）は、苫小牧港にある旅客船ターミナルの一つ。通称は「苫小牧フェリーターミナル」「開発埠頭フェリーターミナル」。

## 概要
1975年に運用を開始。苫小牧港開発により管理されている。西港の本港地区の東側にある入船埠頭の東隣に位置し、太平洋航路のフェリーが発着する。鋸刃の形状のフェリー専用バース3つを備えており、中央のターミナルビルから各バースへ向けてボーディングブリッジが設置されている。

## 所在地
〒053-0003 北海道苫小牧市入船町1丁目2-34

## 沿革
- 1971年
  - 6月 苫小牧港管理組合と苫小牧港開発の間で石炭埠頭4号岸壁のフェリー暫定利用を合意[2]。
  - 8月 東4号埠頭フェリー暫定施設着工[2]。
- 1972年
  - 2月29日 東4号埠頭に暫定フェリーターミナル施設を設置[3]。
  - 3月 苫小牧港開発が苫小牧管理組合にフェリー専用埠頭事業計画を提出[2]。
  - 4月27日 日本沿海フェリー東京航路就航[4]。
- 1973年
  - 4月 開発埠頭の現フェリーターミナル着工[3]。日本沿海フェリー東京航路デイリー運航開始[4]。
  - 4月1日 太平洋沿海フェリー仙台・名古屋航路就航[5]。
  - 4月25日 シルバーフェリー八戸航路就航[6]。
  - 12月16日 新東日本フェリー仙台航路就航[7]。
  - 6月 港湾審議会第55回計画部会にてフェリー専用埠頭計画を承認[2]。
- 1974年3月 - フェリー専用埠頭計画最終案を確定[2]。
- 1975年
  - 4月1日 現フェリーターミナル開業。2バース運用[3]、建築面積1818平米・延床面積4277平米、鉄筋コンクリート3階建て[2]。
  - 8月11日 東日本フェリー八戸航路就航[7]。
- 1982年4月8日  太平洋沿海フェリー仙台・名古屋航路が太平洋フェリーに移管される[5]。
- 1984年10月26日 - 新東日本フェリー仙台航路が東日本フェリーに移管される[7]。
- 1985年
  - 1月 大洗航路就航に合わせ第3バースの運用を開始、八戸航路用に使用[3]。
  - 1月16日 北海道-大洗フェリー航路開設に伴う航路調整で、太平洋フェリー仙台名古屋航路のうち名古屋-仙台-苫小牧を2隻での隔日運航、仙台-苫小牧間を1隻での隔日運航とする[5]。
  - 3月16日  日本沿海フェリー大洗航路就航[4]。
- 1992年
  - 2月11日 - 通算利用旅客数1,000万人達成[8]。
  - 4月  シルバーフェリーが川崎近海汽船へ合併、川崎近海汽船が八戸航路を運航する[6]。
- 1993年12月17日  ブルーハイウェイライン（旧・日本沿海フェリー）大洗航路がデイリー運航開始[4]。
- 1994年12月10日 ターミナルビルリニューアルを完成、北側に半円形ガラス張りの正面出入口を増築[3]。
- 1997年9月3日  ブルーハイウェイライン東京航路を大洗港寄港とし「新東京航路」とする[9]。
- 1999年4月 - ブルーハイウェイライン新東京航路の東京-大洗の旅客運送を休止、東京対北海道の旅客輸送を大洗に集約[10]。
- 2000年4月1日  東日本フェリー仙台航路休止[11]。
- 2001年7月1日  ブルーハイウェイライン大洗航路が商船三井フェリーに移管される。
- 2002年6月2日  商船三井フェリー大洗航路が東日本フェリーとの共同運航を開始[12]。
- 2003年9月26-30日 十勝沖地震による出光興産北海道製油所タンク火災に伴い出入港禁止措置を実施[13][14]。
- 2006年12月1日 東日本フェリー八戸航路休止[15]、「べにりあ」「べが」と共有船「フェリーはちのへ」の持ち分を川崎近海汽船へ移管する。
- 2007年
  - 1月2日 東日本フェリー大洗航路休止、商船三井フェリー単独運航となる[12]。
  - 1月25日 休止中の東日本フェリー大洗・仙台・八戸航路の廃止が北海道運輸局に業務申請される[16]。
- 2008年12月22日 - ターミナルビル正面玄関内エレベーターを運用開始[17]。
- 2011年
  - 3月11日 東日本大震災に伴い全航路運休[18][19]。
  - 3月16日 漁港地区、北埠頭緑地「キラキラ公園」とともにみなとオアシスに指定。
  - 4月28日 太平洋フェリーが苫小牧-仙台間で旅客運航再開[20]。
  - 5月26日 太平洋フェリーが名古屋までの全線で旅客運航を再開[20]。
  - 6月5日 太平洋フェリー仙台・名古屋航路が通常運航再開。
  - 6月6日  商船三井フェリー大洗航路が夕方便より通常運航を再開[21]。
  - 7月10日 川崎近海汽船八戸航路が通常運航再開[22]。
- 2012年11月30日 第1号バース用の1号歩道橋改築を竣工[23][24]。
- 2013年
  - 7月1日 苫小牧港開発創業55年・開港50周年を記念した本館リニューアルを完成、レストラン・ポートミュージアムの改装や多目的ホールを設置[25]。
  - 8月21日 ターミナルビル屋上に太陽光発電パネルを設置[26]。
  - 12月16日 第2号バース用の2号歩道橋の改築を竣工[27]。
- 2015年5月 高齢者・妊婦・身体障害者・乳幼児と保護者を対象とした専用待合室「ハートフルルーム」を設置[28]。
- 2018年7月18日 第1・第2駐車場を有料化[29]。
- 2024年12月23日 - 第1号バース用の新搭乗橋の運用を開始[30][31]。

## 就航航路
- 商船三井さんふらわあ（苫小牧港 - 大洗港 日曜除く毎日2往復 1985年 - ）
- 太平洋フェリー（苫小牧港 - 仙台港 毎日1往復、苫小牧港 -　仙台港 - 名古屋港 隔日1往復 1973年 - ）
- 川崎近海汽船（苫小牧港 - 八戸港 毎日4往復 1972年 - ）

過去の航路
- 東日本フェリー
  - 苫小牧港 - 仙台港（1973年 - 2000年）
  - 苫小牧港 - 八戸港（1979年 - 2006年）
  - 苫小牧港 - 大洗港（2002年 - 2006年 商船三井フェリーとの共同運航）
- 日本沿海フェリー/ブルーハイウェイライン
  - 苫小牧港 - 東京港（1972年 - 1997年）
  - 苫小牧港 - 大洗港 - 東京港（1997年 - 1999年）

## 施設・フェリーバース

### ターミナル館内
1階
- フェリー会社オープンカウンター・オフィス
  - 商船三井さんふらわあ
  - 太平洋フェリー
  - 川崎近海汽船
- ポートミュージアム特別教室「Compass（コンパス）」（旧・東日本フェリーオフィス）
- 授乳室
- 岸壁側玄関

2階
- 正面玄関（中2階）
- ギャラリー
- 情報コーナー
- 総合案内所
- 待合ロビー
- 優先待合室「ハートフルルーム」
- 売店「Memoria（おみやげのメモリア）」
- レストラン「Calm（カーム）」
- 多目的ホール「loop(ループ)」
- ボーディングブリッジ

3階
- 苫小牧ポートミュージアム
- 送迎デッキ（屋上）
- 苫小牧港開発ターミナル事業部事務所

### バース
第1号バース
- 使用開始：1975年4月
- 岸壁延長：238m
- 水深：-8.5m
- 係船能力：13,000総トン級
- 使用フェリー
  - 商船三井さんふらわあ
    - 夕方便就航船：さんふらわあ ふらの・さんふらわあ さっぽろ
    - 深夜便就航船：さんふらわあ かむい・さんふらわあ ぴりか

第2号バース
- 使用開始：1975年4月
- 岸壁延長：238m
- 水深：-8.5m
- 係船能力：13,000総トン級
- 使用フェリー
  - 太平洋フェリー
    - 名古屋便就航船：いしかり・きそ
    - 仙台便就航船：きたかみ

  - 川崎近海汽船（一部便）
    - 就航船：シルバーティアラ

第3号バース
- 使用開始：1985年3月
- 岸壁延長：193m
- 水深：-7.5m
- 係船能力：6,000総トン級
- 使用フェリー
  - 川崎近海汽船
    - 就航船：シルバープリンセス・シルバーエイト・シルバーブリーズ

### 駐車場
- シャーシ：835台
- トラック：148台
- 乗用車：673台
- オートバイ：98台
- バス：7台
- タクシー：17台
- 総数：1,778台

第1駐車場（69台）と第2駐車場（233台）は90分以上の利用で有料。駐車料金は第1駐車場が1時間ごと100円で最大料金なし、第2駐車場が入庫後24時間最大500円で10日以内の利用に限られる。管理はパーク24による。

### 暫定施設

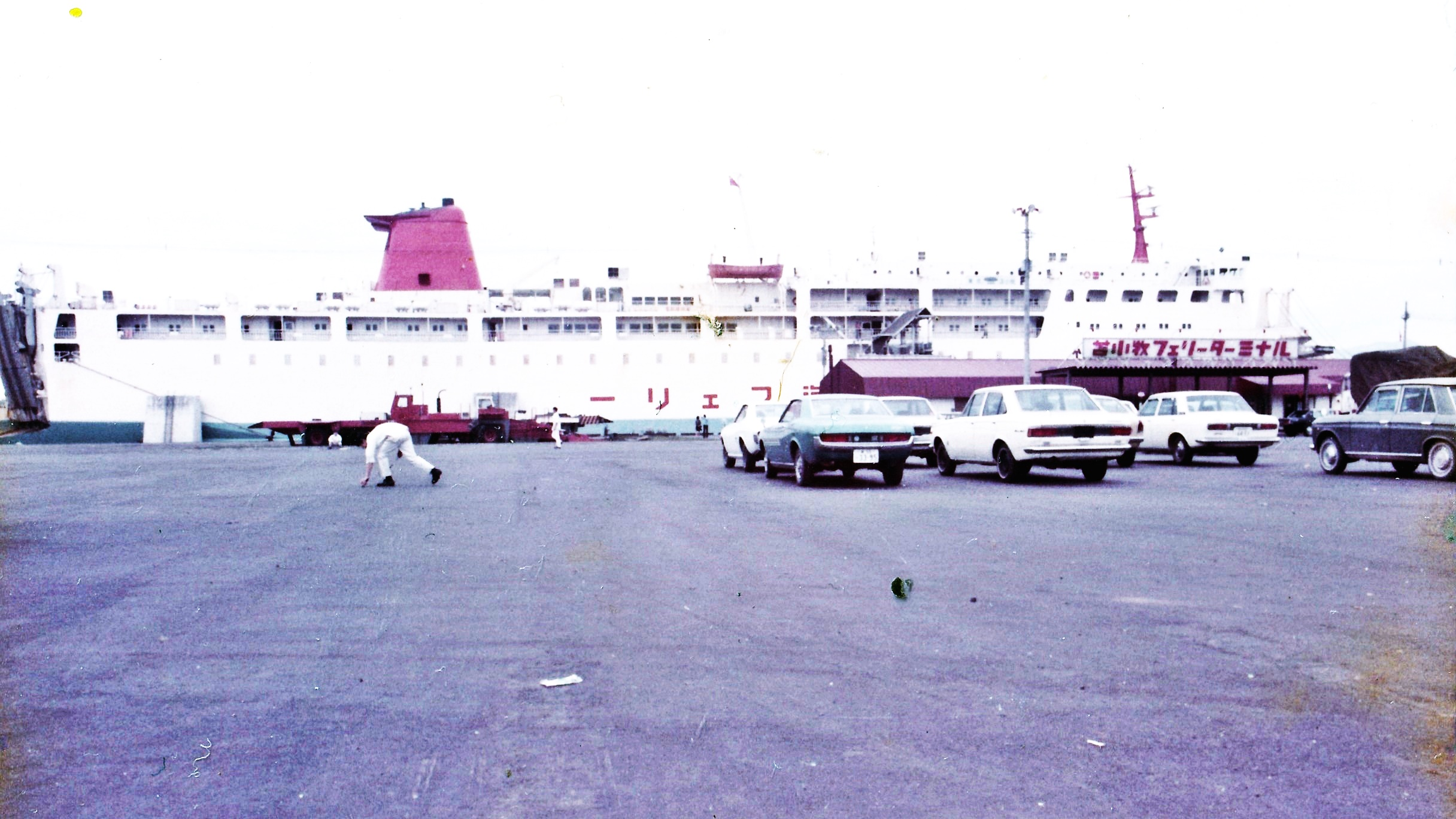
日本沿海フェリー船舶と暫定ターミナル（1973年）

1972年4月の日本沿海フェリー就航から1975年の恒久バース・フェリーターミナル本館竣工まで使用。
施設
- 係留施設[2]
  - 岸壁延長：165m
  - 水深：-9m
  - 係船能力：10,000総トン級
  - 防衝工：4基
  - 係船柱：2基
- ターミナルビル
  - 床面積：900平米
  - 館内施設：船社・苫小牧港開発事務室、券売所、手荷物取扱所、待合室、売店、そばコーナー自販機[2]
- 駐車場：トラック140台・乗用車120台（23,900平米[2]）
- 旅客タラップ：1台[2]

## 交通アクセス
2019年（平成31年）4月1日現在

### 公共交通機関
- JR苫小牧駅から道南バス「フェリー線」
- JR札幌駅・地下鉄大谷地駅・JR苫小牧駅から北海道中央バス「高速とまこまい号」（一部便）[35]

北都交通が運行していた新千歳空港直行便は2019年（平成31年）3月31日の運行をもって休止。

### 道路
- 道央自動車道 - 苫小牧東インターチェンジ・苫小牧中央インターチェンジ
- 日高自動車道 - 沼ノ端西インターチェンジ・沼ノ端東インターチェンジ